# Mount Caldwell
Mount Caldwell är ett berg i Antarktis. Det ligger i Västantarktis. Inget land gör anspråk på området. Toppen på Mount Caldwell är 665 meter över havet.
Terrängen runt Mount Caldwell är kuperad åt nordväst, men åt sydost är den platt. Trakten är obefolkad. Det finns inga samhällen i närheten.